# Cementerio de Saint-Roch (Valenciennes)
El Cementerio de Saint-Roch está situado en la ciudad de Valenciennes, en el departamento del Norte, Francia. Fue inaugurado el 26 de agosto de 1792 por iniciativa del alcalde de la época, Jean-Claude Perdry.

## Historia
Los habitantes fallecidos de Valenciennes eran enterrados en los pequeños cementerios adyacentes a las numerosas iglesias de la ciudad. El impacto sobre el medio ambiente y sobre la salud de los ciudadanos causado por el enterramiento de cuerpo a lo largo de los siglos, hizo que se produjeran numerosas protestas que se vieron reforzadas por las conclusiones de un estudio realizado en toda la ciudad entre 1778 y 1779.
Aprovechando el cierre de las iglesias durante la Revolución francesa, se prohibieron los enterramientos dentro de las murallas de la ciudad y comenzaron a enterrarlos a cierta distancia de la ciudad. Es por higiene pública por lo que se creó el cementerio de Saint-Roch, que debe su nombre a una pequeña capilla construida en 1019 en ese lugar a orillas del río Escalda. En 1837, el cementerio fue dividido en cuatro partes: igualdad, libertad, brutus y Sans-culottes. Fue ampliado varias veces, en 1800, 1821, 1835 y en 1900 alcanza los límites de la población vecina de Saint-Saulve. Hoy tiene una superficie de 7 hectáreas. En los pilares de la entrada principal hay unas placas que recuerdan las inscripciones del primitivo cementerio ""HODIE MIHI" y "CRAS TIBI", "hoy yo", "mañana tú". La tumba más antigua data de 1797.
Tiene varias esculturas interesantes, algunas grandes capillas, famosas tumbas y sorprendentes monumentos funerarios. Hay una fosa común con los restos de guillotinados durante la Revolución.

## Personalidades enterradas
- Henri Durre, diputado socialista asesinado el 28 de octubre de 1918 en Anzin, al traer noticias de la finalización de la guerra a Valenciennes .
- Denise Glaser, productora ejecutiva y presentadora de Discorama.
- General Constant Lamy, División C, segundo cuadrado bajo, sitio 161.
- Canona Alfred, tumba nº 360; octubre de 1917, tiros - acusación: habiendo encontrado una paloma viajando con un cuestionario, fue acusado de haber respondido a ella.
- Léonce de Fieuzal , estatua cuyo monumento fue hecho por Philippe Joseph Henri Lemaire .
- Jean-Baptiste Bourgogne, sargento, escritor que participó en las campañas de Napoleón.

## Premios de Roma
Diecisiete Premio de Roma descansan aquí.
- Alexandre Abel de Pujol (1785-1861)
- Philippe Joseph Henri Lemaire (1798-1880)
- Charles Crauk (1819-1905)
- Adophe Désiré dit Gustave Crauk (1827-1905)
- Jean-Baptiste Carpeaux (1827-1875)
- Joseph-Fortuné-Séraphin Layraud (1833-1913)
- Ernest-Eugène Hiolle (1834-1886)
- Jules Batigny (1838-1909)
- Léon Fagel (1851-1913)
- Félix-Alexandre Desruelles (1865-1943)
- Paul Dusart (1865-1933)
- Adolphe Crauk (1866-1945)
- Pierre-Victor Dautel (1873-1951)
- René Mirland (1884-1915)
- Alfred-Alphonse Bottiau (1889-1951)
- Albert Patrisse (1892-1964)
- Henri Derycke (1928-1998)